# 흑두루미
흑두루미는 두루미과의 새이다. 몸길이는 약 100cm로 몸은 암회색을 띤다. 머리는 흰색이고, 머리꼭대기에 붉은색 반점이 있다. 논·습지 같은 곳에 50~500마리씩 떼를 지어 다니며, 물고기·조개·곤충·지렁이 등과 식물의 줄기·잎·뿌리 곡식의 낟알 등을 먹는다. 알은 엷은 갈색 바탕에 검은색 반점이 있다. 겨울에는 암수와 어린 새 두 마리 정도로 구성된 가족군과 번식을 하지 않는 개체들이 모여 큰 무리로 생활한다. 날 때에는 V자 모양으로 무리를 지어 이동한다. 시베리아·만주·몽골 등지에서 번식하고 한국·일본·중국에서 월동한다. 한국에서는 멸종위기 야생생물 Ⅱ급, 천연기념물 제228호로 지정하여 보호하고 있다.

## 흑두루미의 어원
영어이름은 ‘Hooded Crane’으로 ‘두건을 쓴 두루미’라는 뜻이다. 학명은 ‘Grus monacha’로 수녀를 닮은 두루미라는 뜻인데, 흑두루미의 몸색깔이 수녀의 옷 색깔과 비슷하다는 데서 유래되었다.

## 한국의 흑두루미
한국 전통 문화에서 고고한 기품과 선비적 기상의 상징으로 여겨졌으며, 장수와 소원성취, 행운, 헌신적 가족애, 부부애, 고귀함의 의미로 사랑을 받아온 새이다.

포획된 개체의 경우 서울대공원의 큰물새장, 우치공원 큰물새장에 전시했으나 우치공원의 개체를 마지막으로 포획된 흑두루미는 모두 소멸되었다.